# NGC 4812
NGC 4812 (другие обозначения — ESO 323-48, MCG -7-27-18, AM 1254-413, DCL 412, PGC 44204) — линзообразная галактика (морфологический тип S0) в созвездии Центавра. Открыта Джоном Гершелем в 1834 году.
Этот объект входит в число перечисленных в оригинальной редакции «Нового общего каталога».
Галактика отмечена как взаимодействующая с находящейся в 1,0′ к северу галактикой NGC 4811; с компаньоном её соединяет слабый мост. На юго-западной стороне галактики виден выброс, вызванный приливными эффектами.